# محمد براك الهيفي
محمد براك سالم الهيفي (من مواليد 1962) هو دكتور كويتي، شغل في السابق منصب وزير الصحة في الحكومة الكويتية من عام 2012 حتى 2013. وهو حاليًا استشاري جراحة عامة وجراحة المناظير والجهاز الهضمي والأورام.

## السيرة الذاتية
- استشاري في الجراحة العامة وجراحة المناظير والجهاز الهضمي والأورام.
- عضو المجلس الأعلى للتخطيط والتنمية.
- في ديسمبر 2012 اختير وزيرًا للصحة.[1]
- في فبراير 2015 تم اختياره سفيرًا للنوايا الحسنة والإنسانية، وجاء هذا الاختيار من منظمة السلام الدولي والتنمية إحدى المنظمات المسجلة في المجلس الاقتصادي والاجتماعي للامم المتحدة وقد اختارته بناء على جهوده في المجالات الإنسانية والطبية.[2]

## المؤهل العلمي
- بكالوريوس طب وجراحة من كلية الجراحين الملكية في ايرلندا عام 1987.
- زمالة كلية الجراحين البريطانية في اسكوتلندا عام 1995.
- عضو كلية الجراحين الملكية البريطانية في اسكوتلندا.
- ممثل الاتحاد الكويتي في ايرلندا من 1985 حتى 1987.

## الخبرات العلمية
- طبيب مقيم في المستشفى الأميري من ديسمبر 1987 حتى ديسمبر 1988.
- طبيب في قسم الجراحة في المستشفى الأميري يناير 1989.
- طبيب جراح متطوع في الجيش الكويتي من 2 سبتمبر 1990 حتى مارس 1991 خلال الغزو العراقي للكويت.
- جراح مشارك في المستشفى الملكي في ايردين اسكوتلندا في جراحات القولون والشرج وأورام الثدي.
- جراحات السمنة.
- جراحة قدمي السكر من عام 1995.
- جراحة الفتاق وإزالة الشحوم الزائدة وشد ترهلات البطن من عام 1996.
- استشاري جراحة عامة في المستشفى الأميري من يناير 2001.
- رئيس قسم الحوادث والطوارئ الطبية في المستشفى الأميري من يونيو 2002 حتى يناير 2004.
- عيادة خاصة في الشعب البحري من فبراير 2004.

## الخبرات الأكاديمية والعملية
- المسؤول عن تدريب أطباء طب العائلة في الجراحة من عام 1996.[3]
- تدريس اكلينيكي لطلبة الطب من جامعة الكويت.
- تدريب أطباء الجراحة في البورد الكويتي لعمليات المناظير.
- تدريب أطباء الجراحة على جراحة قدمي السكر.
- إجراء عمليات كيس الشعر بطريقة التجميل من فبراير 1999 إلى الآن، الأولى من نوعها في الكويت.
- تقديم بحوث علمية في مؤتمرات عالمية في:
- جراحة مناظير الزائدة الدودية.
- عمليات كيس الشعر بطريقة التجميل.
- جراحة قدمي السكر.

## المشاركة في ورش العمل
- جراحة مناظير المرارة في المستشفى الأميري اكتوبر 1992.
- جراحة المناظير المتطورة في الولايات المتحدة الأميركية فبراير 1999.
- جراحة المناظير: (السمنة، الطحال، الأحماض الزائدة، فتاق الحجاب الحاجز في بلجيكا أغسطس 2001).
- جراحة قدمي السكر في أكتوبر 2002 ومايو 2003 في هولندا.
- جراحة المناظير للفتاق الأربي في مارس 2004 في الكويت.
- جراحة التجميل وشد البطن في أبريل 2004.
- المشاركة في مؤتمر الجراحين الذي عقد في الولايات المتحدة الامريكية 2009.
- شارك في العديد من المؤتمرات وورشات عمل لجراحة السمنة.